# Gustav von Leonhard
Gustav von Leonhard, född 12 november 1816 i München, död 27 december 1878 i Heidelberg, var en tysk geolog och mineralog, son till Karl Cäsar von Leonhard.
Leonhard studerade under faderns ledning och blev liksom denne universitetslärare i Heidelberg. Han skrev bland annat Grundzüge der Geognosie und Geologie (1851; fjärde upplagan efter författarens död ombesörjd av Rudolf Hoernes, 1889) och fortsatte efter fadern utgivandet av "Jahrbuch für Mineralogie, Geognosie, Geologie und Petrefaktenkunde ", först tillsammans med Heinrich Georg Bronn och efter dennes död (1862) tillsammans med Hanns Bruno Geinitz.